# Allguth
Die Allguth GmbH ist ein mittelständisches deutsches Mineralölunternehmen mit Sitz in Gräfelfing, das 31 Tankstellen und mehrere Waschstraßen in Bayern betreibt. 

## Geschichte
Das Unternehmen wurde 1958 von den Brüdern Willy und Fritz Amberger sowie Alfred Krapf mit eine Tankstelle in der Münchner Schillerstraße gegründet. Die Filiale in der Münchner Von-Kahr-Straße führte 1983 als erste bleifreies Benzin in der Stadt ein.
Im Jahr 2012 zog die Zentrale des Unternehmens von München nach Gräfelfing um.
2017 wurde in Zusammenarbeit mit Linde die erste eigene Wasserstofftankstelle eröffnet.
Von 2021 bis 2024 bauten die Unternehmer ein seit Jahrzehnten leerstehendes ehemaliges Heizwerk in München-Aubing zum Kunst- und Kulturzentrum Bergson Kunstkraftwerk um. Betreiber ist die Bergson GmbH mit den Geschäftsführern Matthias Altmann und Michael Amberger.